# Поличня
Поличня (рос. Поличня) — присілок Гагарінського району Смоленської області Росії. Входить до складу Ашковського сільського поселення.

## Урбаноніми
У присілку є такі урбаноніми:
- вул Миру
- вул Нова
- вул Прибережна
- Світлий провулок
- Північний провулок
- вул Сонцева